# Metacharis fergusi
Metacharis fergusi is een vlindersoort uit de familie van de prachtvlinders (Riodinidae), onderfamilie Riodininae.
Metacharis fergusi werd in 2005 beschreven door Hall, J.